# 대한민국 재향소방동우회
대한민국 재향소방동우회(在鄕消防同友會, Korean Society of Retired Fire Officers)는 퇴직한 소방공무원인 회원 상호간의 친목 도모를 통하여 소방경험과 지식을 공유·발전시키고 나아가 소방선진화와 사회공익의 증진에 이바지하기 위해 소방청장의 승인을 받아 설립하는 정부 산하의 단체이다.
서울특별시 영등포구 영중로 170에 위치하고 있다.

## 설립 근거
- 대한민국재향소방동우회법 제1조[2]

## 연혁
- 1988년 2월 20일: 창립총회
- 1988년 3월 30일: 사단법인 한국소방동우회 설립허가
- 2011년 11월 29일: 대한민국상이소방회 창립총회
- 2012년 4월 19일: 대한민국재향소방동우회 창립총회
- 2025년 2월 18일: 서울회생법원 파산선고결정 공고

## 조직

### 총회
- 자문위원단
- 이사회
- 감사

#### 회장
- 오세억 회장 (1인)
- 부회장 (4인)

##### 상임부회장
- 사무총장
  - 경영관리본부
    - 행정실
    - 총무실
    - 재정관리실

  - 조직/복지본부
    - 회원관리실
    - 복지관리실

  - 사업개발본부
    - 기획홍보실

  - 대외협력본부
    - 교육실
    - 용역관리실

## 같이 보기
- 대한민국의 소방
- 대한민국 소방청
- 소방관 계급